# Thomas Woods
Thomas E. Woods, Jr. , född 1 augusti 1972 i Melrose, Massachusetts, är en amerikansk historiker, politisk skribent och författare av flera New York Times-bestsellers. Två av hans mest spridda böcker är The Politically Incorrect Guide to American History (Regnery Publishing, 2004) och Meltdown (Regnery Publishing, 2009). I sina politiska artiklar har han gjort en åtskillnad mellan paleokonservatism, som är en konservativ åskådning som han sympatiserar med, och neokonservatism.

### Som författare
- The Great Facade: Vatican II and the Regime of Novelty in the Catholic Church (co-authored with Christopher Ferrara; 2002) ISBN 1-890740-10-1
- The Church Confronts Modernity: Catholic Intellectuals and the Progressive Era (2004) ISBN 0-231-13186-0
- The Politically Incorrect Guide to American History (2004) ISBN 0-89526-047-6
- The Church and the Market: A Catholic Defense of the Free Economy (2005) ISBN 0-7391-1036-5
- How the Catholic Church Built Western Civilization (2005) ISBN 0-89526-038-7
- 33 Questions About American History You're Not Supposed to Ask (2007) ISBN 0307346684
- Sacred Then and Sacred Now: The Return of the Old Latin Mass (2007)[20] ISBN 9780979354021
- W obronie zdrowego rozsadku (2007)[21]
- Who Killed the Constitution?: The Fate of American Liberty from World War I to George W. Bush (co-authored with Kevin Gutzman; 2008) ISBN 978-0307405753)
- Beyond Distributism (2008) [22]
- Meltdown: A Free-Market Look at Why the Stock Market Collapsed, the Economy Tanked, and Government Bailouts Will Make Things Worse (February 2009) (ISBN 1-5969-8587-9) & (ISBN 978-1-5969-8587-2)
- Nullification: How to Resist Federal Tyranny in the 21st Century (2010) ISBN 1596981490
- Rollback: The Battleplan Against Big Government (2011) ISBN 1596981415

### Som editor
- Choate, Rufus (2002). The Political Writings of Rufus Choate. Gateway Editions. ISBN 0-89526-154-5.
- Brownson, Orestes (2003, reprint of 1875 edition). The American Republic. Gateway Editions. ISBN 0-89526-072-7.
- Rothbard, Murray (2007). The Betrayal of the American Right. Ludwig von Mises Institute. ISBN 978-1-933550-13-8.
- We Who Dared to Say No to War: American Antiwar Writing from 1812 to Now. Basic Books. 2007. ISBN 1568583850.  (Co-edited with Murray Polner.)
- Back on the Road to Serfdom: The Resurgence of Statism. ISI. 2010. ISBN 978-1935191902.